# 凱迪拉克Allante
Allante是凱迪拉克於1987年至1993年推出的一款小型雙門豪華敞篷跑車，車身則交由賓尼法利納（義大利語：Pininfarina）設計與打造，並整車從義大利空運至底特律組裝，但由於生產成本太高宣告停產，七年內最終賣出21,000台。

## 概述

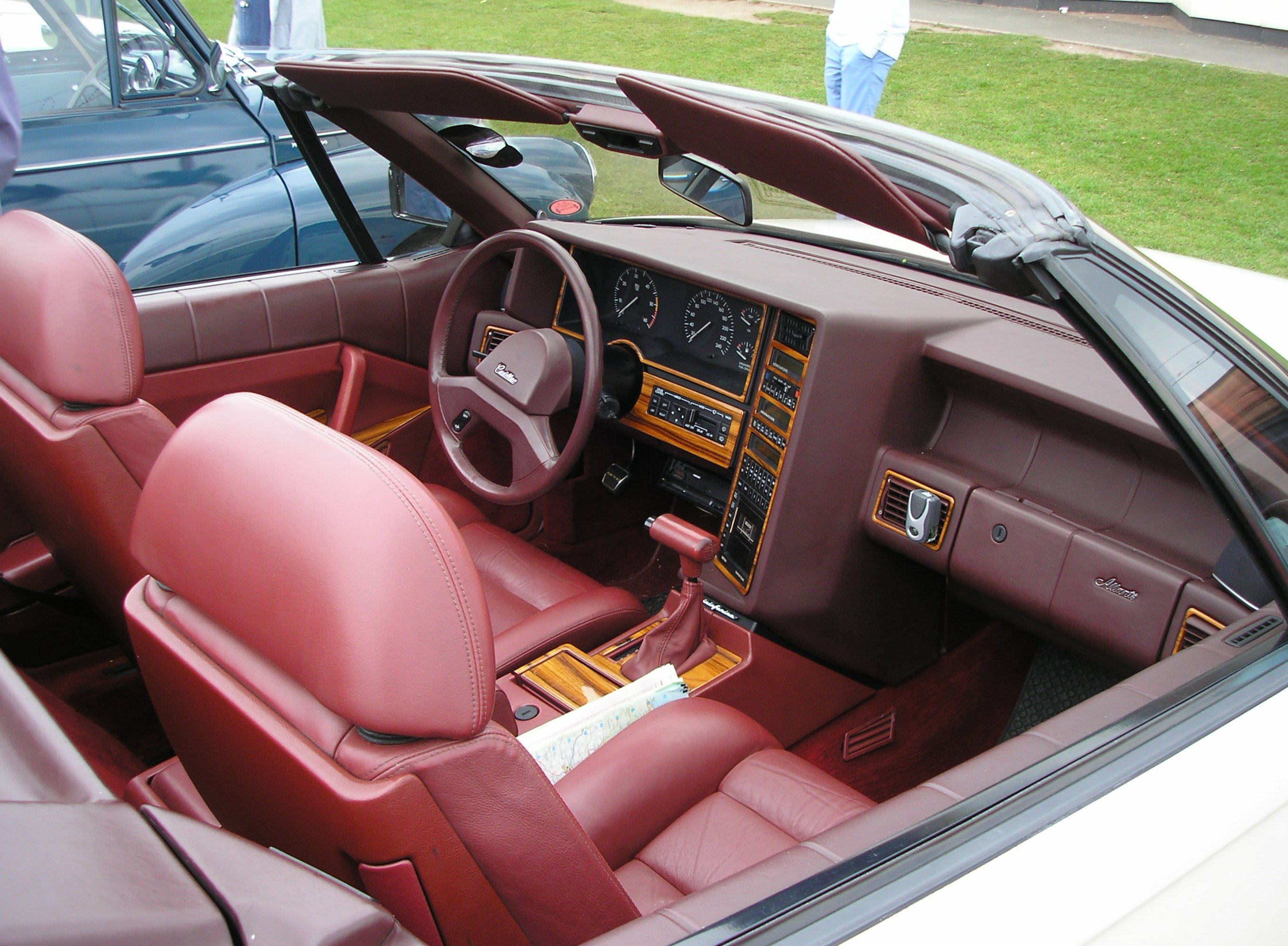
Allanté 內裝

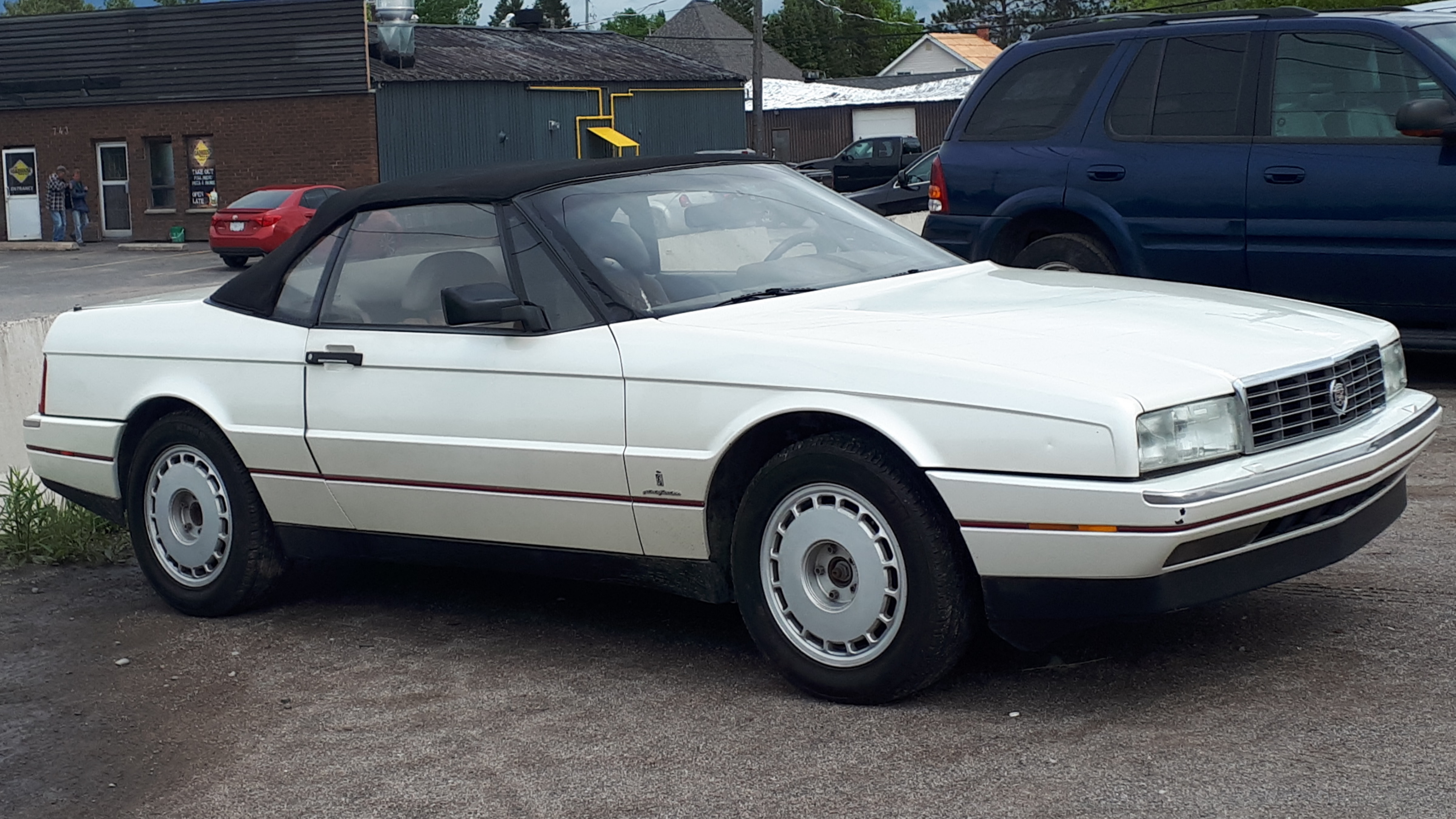
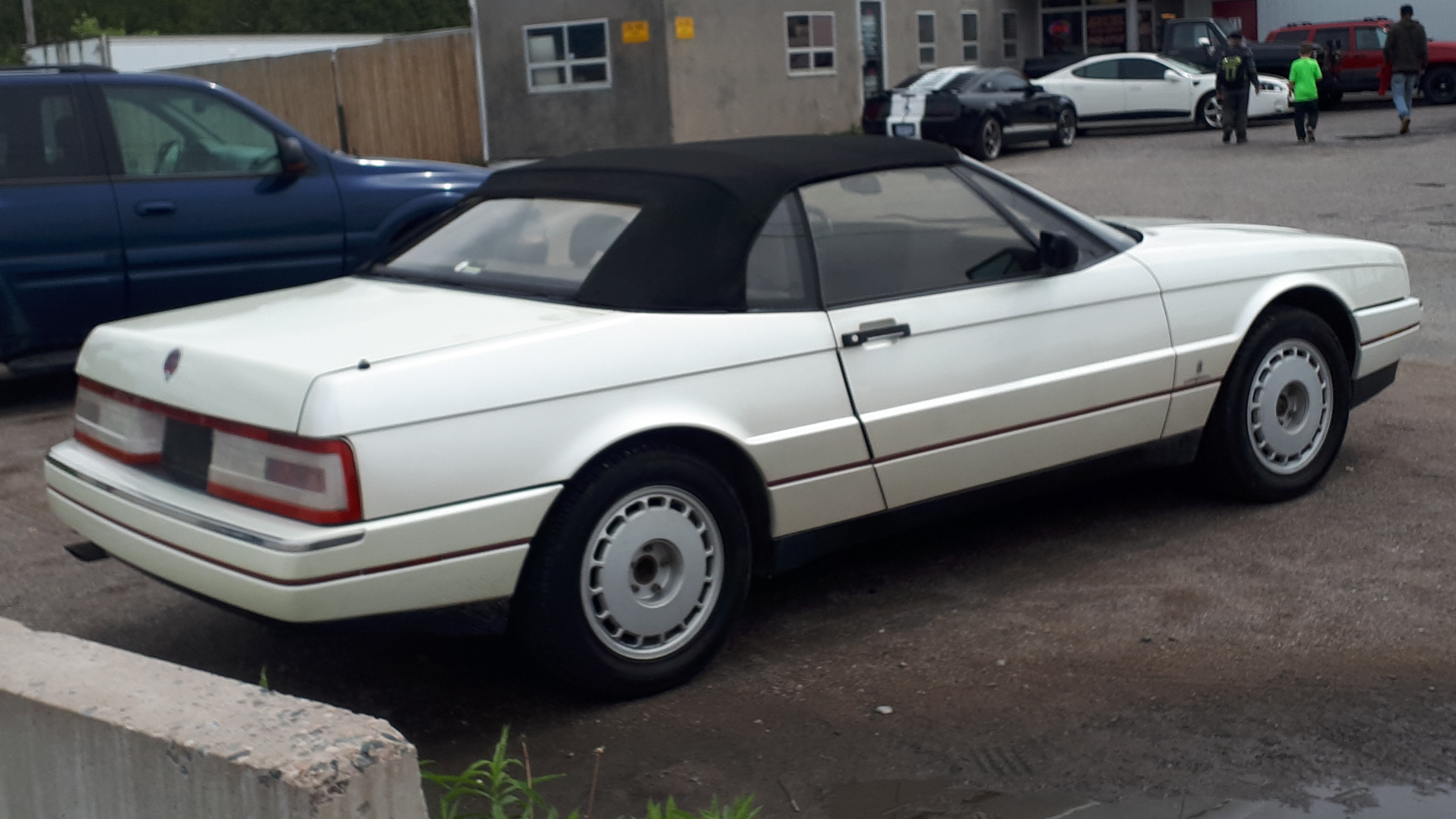
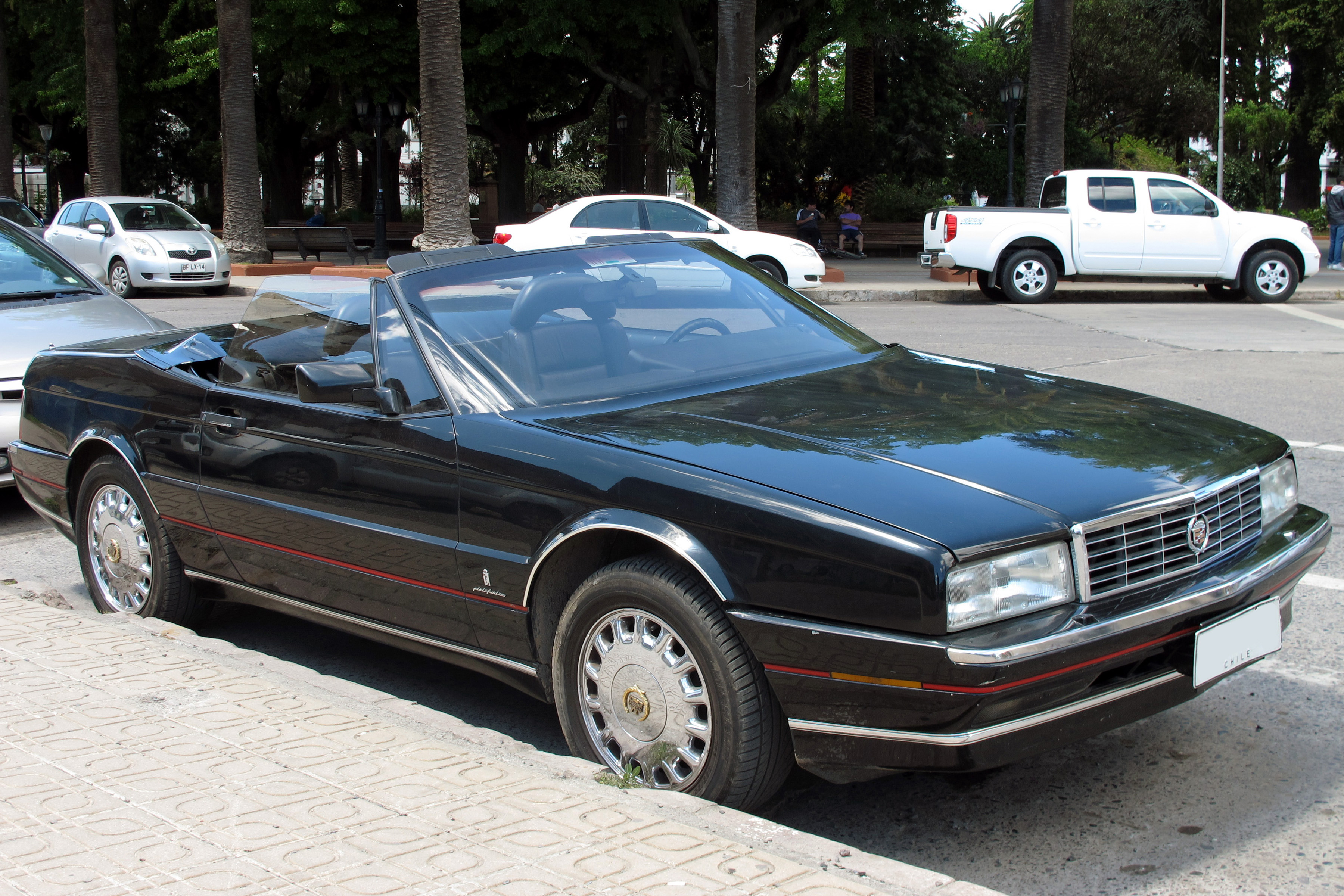
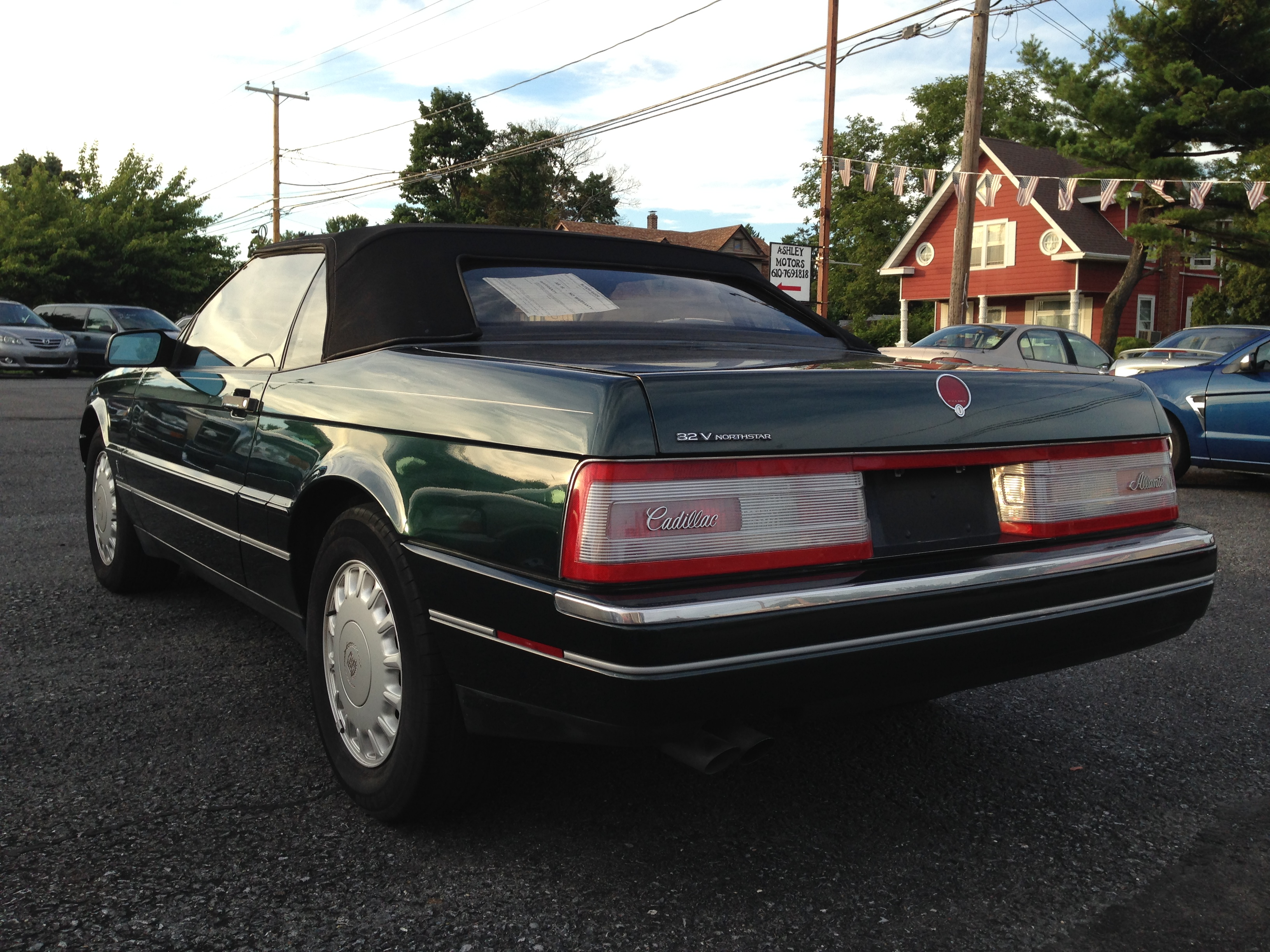
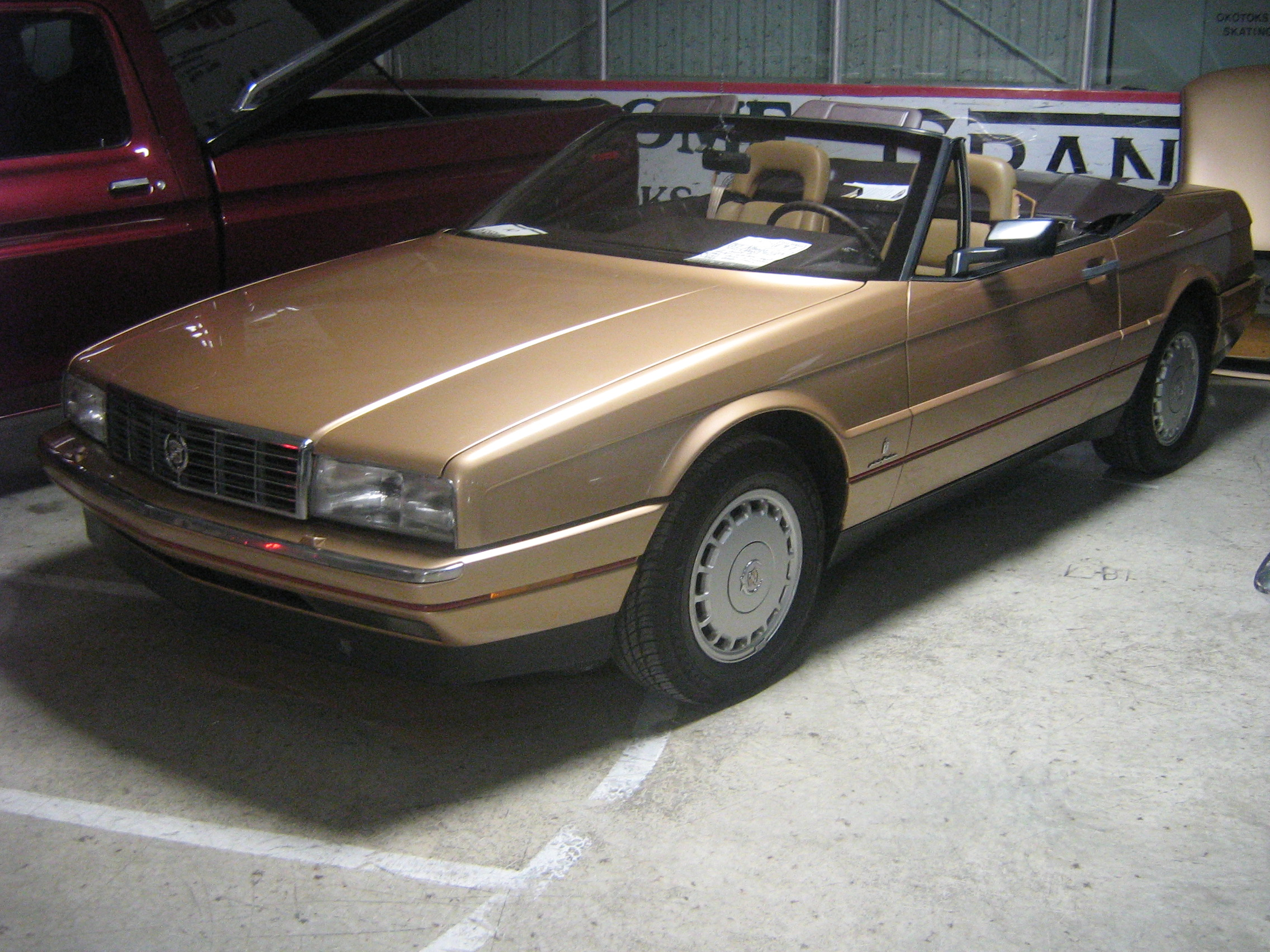
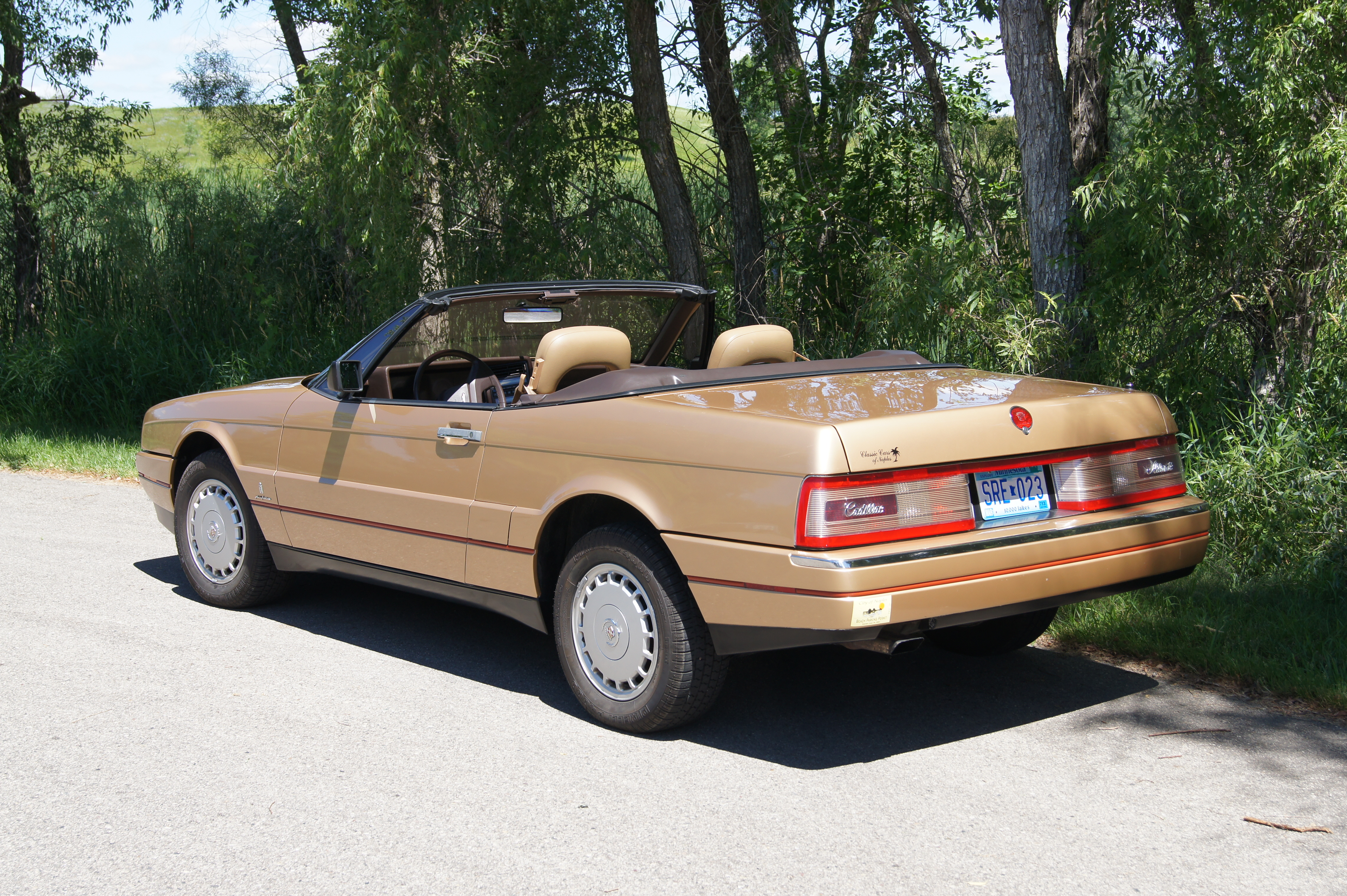

凱迪拉克在80年代的銷售數據每況愈下，主要原因除了品牌客群老化以及競爭對手在美國銷售的崛起，為了保持其在豪華車輛市場內的地位 ，凱迪拉克找了全球知名汽車設計品牌賓尼法利納合作，並設計一款雙門雙座的豪華敞篷跑車，以對抗當時的競爭對手(如:捷豹、賓士等)，這也是凱迪拉克自1930年355系列後的第二款正規雙門雙座敞篷跑車。

早在1959年，賓尼法利納就有幫凱迪拉克設計Eldorado Brougham，甚至包辦了概念、製造、生產及空運，而這次Allanté 則僅進行車身設計與製造，並透過波音747貨機從杜林機場直接空運至底特律的科爾曼楊國際機場，一次裝載56具車殼，抵達底特律後再由凱迪拉克哈姆特拉米克裝配廠(Hamtramck Assembly)組裝，設計地與裝配地相距約7,403公里 ，為了負擔昂貴的運輸成本，凱迪拉克甚至關閉了自1921年提供車身製造的重要工廠(Fleetwood Metal Body)。

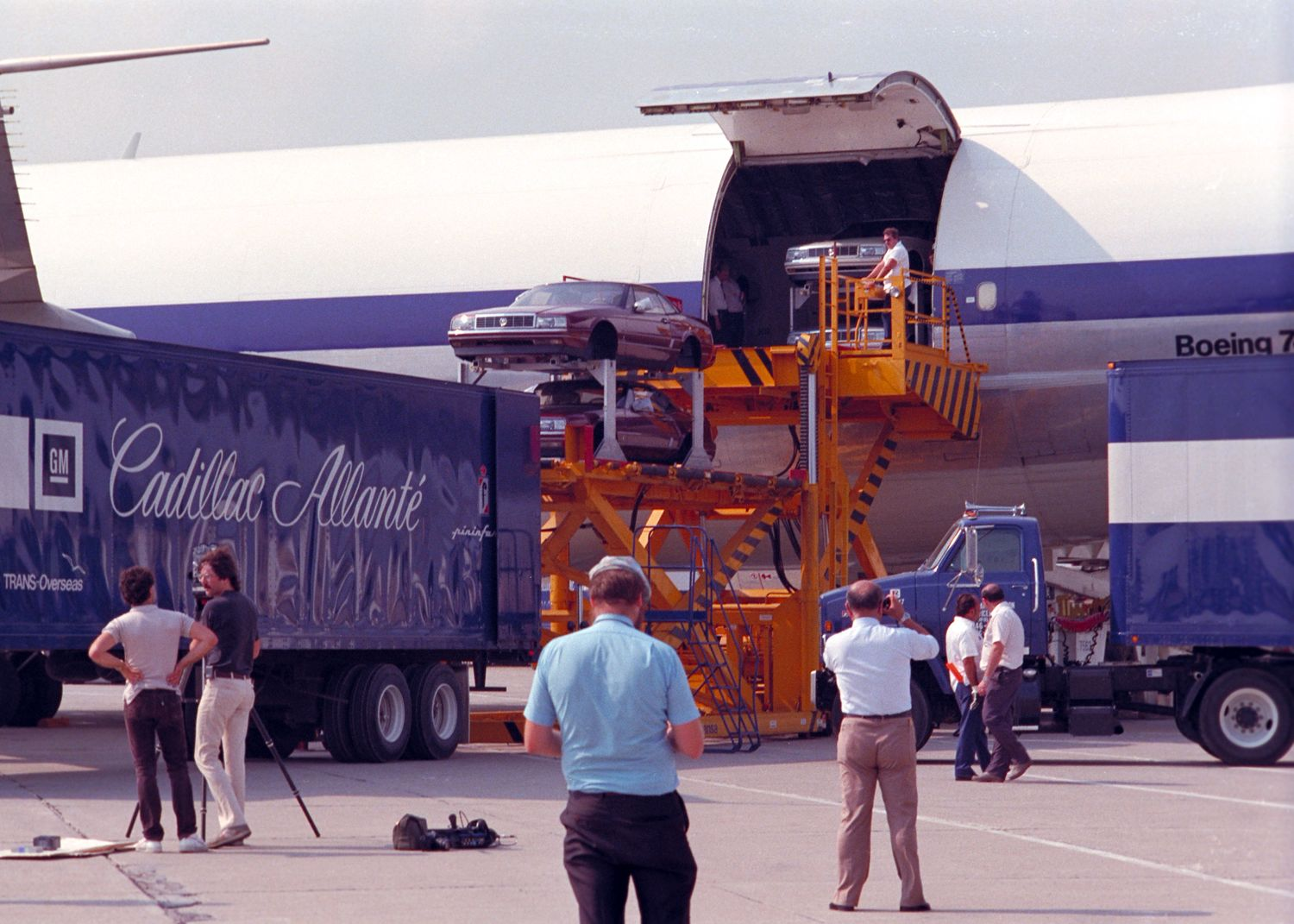
當時空運照片

Allanté 一詞是由通用汽車候選的1,700多個名稱中選定而成，該車定位是為了與賓士SL與捷豹XJS對抗，全車標配電子儀表板和駕駛導向的中控設計，完全沒有旋鈕與撥桿，實現了當時高檔車必須具備的全電子控制，並且配備4.1升V8引擎，1989年提升至4.5升，產品的最後一年更是使用了4.6升北極星V8引擎。

Allanté 僅有敞篷雙座版本，採用前置前驅4.1升鋁製HT-4100 V8橫向多埠燃油噴射，前後皆為獨立懸吊，配備博世ABS、拆裝式鋁製硬頂車頂、Bose音響、業界首款可伸縮收音機天線，可選配車內電話，當時售價為54,700美元起（按2021年美元計算為130,469美元）。

## 動力規格
| 年分      | 引擎                              | 傳動            | 動力             | 扭力                 | 0-100加速 | 極速                | 時速115公里/小時剎車距離 |
| --------- | --------------------------------- | --------------- | ---------------- | -------------------- | --------- | ------------------- | ------------------------ |
| 1987–1988 | 4.1 L（250.2 cu in） HT-4100 V8   | 四速F-7自排     | 170 hp（127 kW） | 235 ft·lb（319 N·m） | 9.3       |                     |                          |
| 1989–1992 | 4.5 L（274.6 cu in） HT-4500 V8   | 四速F-7自排     | 200 hp（149 kW） | 270 ft·lb（366 N·m） | 7.9       | 122 mph（196 km/h） | 183英尺（56米）          |
| 1993      | 4.6 L（280.7 cu in） 北極星L37 V8 | 四速4T-80E 自排 | 295 hp（220 kW） | 290 ft·lb（393 N·m） | 6.4       | 140 mph（225 km/h） | 189英尺（58米）          |

## 銷售數字[5]
| 年分 | 總數   |
| ---- | ------ |
| 1987 | 3,363  |
| 1988 | 2,569  |
| 1989 | 3,296  |
| 1990 | 3,101  |
| 1991 | 2,500  |
| 1992 | 1,931  |
| 1993 | 4,670  |
| 合計 | 21,430 |

## 外部連結
- 凱迪拉克XLR
- 凱迪拉克Eldorado
- 1990–1993 Cadillac Allanté: Overview （页面存档备份，存于）
- The National Cadillac Allanté club （页面存档备份，存于）